# 大关帝庙
37°52′01″N 112°33′05″E / 37.86694°N 112.55139°E
大关帝庙，位于山西省太原市迎泽区庙前街道前社区庙前街36号（北段），是中华人民共和国全国重点文物保护单位之一。
大关帝庙为太原城内二十七座关帝庙中规模最大的一座，故称大关帝庙。老城区内现存的关帝庙尚有西校尉营古关帝庙、南肖墙关帝庙、等。

## 历史
1949年以后，太原大关帝庙由学校占用。

## 保护
1983年8月17日，关帝庙公布为太原市文物保护单位。1987年，太原市政府拨款维修了大关帝庙后院的春秋楼及东西配楼。1998年，春秋楼和东西配楼失火，屋顶烧毁。
2001年，太原大关帝庙移交文物部门管理。2003年，太原市政府出资对太原大关帝庙进行全面修缮。2004年6月10日，大关帝庙公布为第四批山西省文物保护单位。2005年成立太原市关帝庙文物管理所。2006年10月，太原大关帝庙免费开放。
2013年3月5日，太原大关帝庙公布为第七批全国重点文物保护单位，编号 7-0861-3-159。2014年，太原大关帝庙进行保养修缮。

## 建筑
太原大关帝庙坐北朝南，前后二进院落，占地面积约3380平方米。规模宏大，格局严整。
现存11座明清建筑，包括南北中轴线上的山门、正殿（崇宁殿）、二进春秋楼，以及东西两侧的钟鼓楼、廊房、厢房、二进配楼及别院。东别院有三代殿及东西厢房、白衣庵。现存正殿（崇宁殿）为明代遗构，其余大多为清代建筑。
根据2001年对春秋楼地基进行的勘探发掘，发现太原大关帝庙是在金元时期的建筑基址上修建。

### 山门
山门建于清代，面阔三间，硬山顶。门额“关帝庙”、牌匾“气肃千秋”。楹联“正气塞两间， 河岳日星森气象；伦常昭万古，子臣弟友守常经”。左右两侧为钟、鼓楼。 

### 东西廊房
一进院两侧的东西廊房，匾额有“万世人杰”、“卓越古今”、“神昭赫濯”、“文经武纬”、“忠义伏魔”、“浩然正气”。

### 崇宁殿
正殿崇宁殿为明代遗构，殿名取自关羽的封谥“崇宁帝君”。崇宁殿面阔三间，进深五椽，歇山顶，绿琉璃瓦剪边。台基高0.6米。殿门匾额“神勇”“精忠贯日”，楹联“志在春秋功在汉；心同日月义同天”“前无古后无今继阙里钟灵大哉光汉家日月；畏其威怀其德自解梁毓秀巍乎壮故国山河”。殿内匾额“神功仁佑”，楹联为：“儒称圣，释称佛，道称天尊，三教尽皈依，式詹庙貌长新，无人不肃然起敬；汉封侯，宋封王，明封大帝，历朝加尊号，矧是神功卓著，真所谓荡乎难名。”正殿梁架保存有明代彩画，画工精细高超。

### 春秋楼
春秋楼为清代二层楼阁式建筑，是庙内最高的建筑，楼上有关公读《春秋》像。面宽三间，进深四椽，重檐歇山顶，绿琉璃瓦剪边。匾额“忠贯天人”，楹联：“青灯观青史，着眼在春秋二字；赤面表赤心，满腹存汉鼎三分”。

### 东别院
东别院有三代殿和白衣庵，三代殿祭祀关羽之父、祖父、曾祖父三代，白衣庵供奉白衣大士。